# Championnat d'Europe II féminin de hockey sur gazon 2023
Navigation
Prague 2021 2025
Le Championnat II d'Europe féminin de hockey sur gazon 2023 est la 10e édition du Championnat II d'Europe féminin de hockey sur gazon, le deuxième niveau des championnats féminins d'Europe et de hockey sur gazon organisés par le Fédération européenne de hockey. Il se tient du 30 juillet au 5 août 2023 à Prague, en République tchèque.

## Ville hôte
| [[Fichier:Czech Republic adm location map.svg\|240px\|{{#if:\|{{{alt}}}\|Championnat d'Europe II féminin de hockey sur gazon 2023 est dans la page Tchéquie.]]Prague | Prague             |
| --- | ------------------ |
| [[Fichier:Czech Republic adm location map.svg\|240px\|{{#if:\|{{{alt}}}\|Championnat d'Europe II féminin de hockey sur gazon 2023 est dans la page Tchéquie.]]Prague | SK Slavia Prague   |
| [[Fichier:Czech Republic adm location map.svg\|240px\|{{#if:\|{{{alt}}}\|Championnat d'Europe II féminin de hockey sur gazon 2023 est dans la page Tchéquie.]]Prague | Capacité: Inconnue |

## Équipes qualifiées
Les huit équipes se sont qualifiées sur la base de leurs performances lors des Qualifications de l'Euro 2023, les équipes finalistes et troisièmes se qualifiant pour l'Euro II.
| Événement                     | Dates             | Lieu      | Quotas | Qualifiés                |
| ----------------------------- | ----------------- | --------- | ------ | ------------------------ |
| Pays hôte                     | 21 septembre 2022 | NC        | 1      | Tchéquie                 |
| Qualifications de l'Euro 2023 | 17 - 28 août 2022 | Durham    | 7      | Slovaquie Pays de Galles |
| Qualifications de l'Euro 2023 | 17 - 28 août 2022 | Dublin    | 7      | Pologne                  |
| Qualifications de l'Euro 2023 | 17 - 28 août 2022 | Vilnius   | 7      | Lituanie Ukraine         |
| Qualifications de l'Euro 2023 | 17 - 28 août 2022 | Dunkerque | 7      | Autriche France          |
| Total                         | Total             | Total     | 8      |                          |

## Critères
En cas d'égalité de points de plusieurs équipes à l'issue des matchs de poule, les critères suivants sont appliqués dans l'ordre indiqué pour établir leur classement:
1. Points de chaque équipe,
2. Matchs gagnés,
3. Différence de buts,
4. Buts pour,
5. Plus grand nombre de points obtenus dans les matchs de poule disputés entre les équipes concernées,
6. Buts marqués en plein jeu.

## Premier tour
Toutes les heures correspondent à CEST (UTC+2)
Légende :
- Tour pour les médailles
- Matchs pour la 5e place

### Poule A
| Rang | Équipe      | Pts | J | G | N | P | Bp | Bc | Diff |
| ---- | ----------- | --- | - | - | - | - | -- | -- | ---- |
| 1    | Tchéquie H  | 7   | 3 | 2 | 1 | 0 | 18 | 2  | +16  |
| 2    | Ukraine P   | 7   | 3 | 2 | 1 | 0 | 17 | 2  | +15  |
| 3    | Pologne     | 3   | 3 | 1 | 0 | 2 | 10 | 5  | +5   |
| 4    | Slovaquie P | 0   | 3 | 0 | 0 | 3 | 0  | 36 | -36  |

| 30 juillet 2023 | Pologne  | 8 - 0  | Slovaquie |
| 30 juillet 2023 | Tchéquie | 1 - 1  | Ukraine   |
| 1er août 2023   | Ukraine  | 14 - 0 | Slovaquie |
| 1er août 2023   | Pologne  | 1 - 3  | Tchéquie  |
| 2 août 2023     | Ukraine  | 2 - 1  | Pologne   |
| 2 août 2023     | Tchéquie | 14 - 0 | Slovaquie |

### Poule B
| Rang | Équipe         | Pts | J | G | N | P | Bp | Bc | Diff |
| ---- | -------------- | --- | - | - | - | - | -- | -- | ---- |
| 1    | France         | 9   | 3 | 3 | 0 | 0 | 16 | 1  | +15  |
| 2    | Pays de Galles | 4   | 3 | 1 | 1 | 1 | 6  | 3  | +3   |
| 3    | Autriche       | 4   | 3 | 1 | 1 | 1 | 2  | 5  | -3   |
| 4    | Lituanie       | 0   | 3 | 0 | 0 | 3 | 0  | 15 | -15  |

| 30 juillet 2023 | Pays de Galles | 0 - 0 | Autriche       |
| 30 juillet 2023 | France         | 8 - 0 | Lituanie       |
| 31 juillet 2023 | Autriche       | 2 - 0 | Lituanie       |
| 31 juillet 2023 | France         | 3 - 1 | Pays de Galles |
| 2 août 2023     | Pays de Galles | 5 - 0 | Lituanie       |
| 2 août 2023     | Autriche       | 0 - 5 | France         |

## Matchs pour la5eplace

### Poule C
| Rang | Équipe      | Pts | J | G | N | P | Bp | Bc | Diff |
| ---- | ----------- | --- | - | - | - | - | -- | -- | ---- |
| 1    | Pologne     | 9   | 3 | 3 | 0 | 0 | 13 | 1  | +12  |
| 2    | Autriche    | 6   | 3 | 2 | 0 | 1 | 13 | 2  | +11  |
| 3    | Lituanie    | 3   | 3 | 1 | 0 | 2 | 5  | 6  | -1   |
| 4    | Slovaquie P | 0   | 3 | 0 | 0 | 3 | 1  | 23 | -22  |

| 4 août 2023 | Slovaquie | 1 - 5  | Lituanie  |
| 4 août 2023 | Pologne   | 2 - 1  | Autriche  |
| 5 août 2023 | Pologne   | 3 - 0  | Lituanie  |
| 5 août 2023 | Autriche  | 10 - 0 | Slovaquie |

| Match 13          | Lituanie                                              | 5 - 1   | Slovaquie    |                                           |                                           |
| 4 août 2023 10h15 | Kukliene 18e, 45e · Grigiene 25e · Jakovleva 26e, 56e | (3 - 0) | 45e Pedersen | Arbitrage : Noelia Blanco Cynthia Clement | Arbitrage : Noelia Blanco Cynthia Clement |
| 4 août 2023 10h15 | Rapport                                               |         |              | Arbitrage : Noelia Blanco Cynthia Clement | Arbitrage : Noelia Blanco Cynthia Clement |

| Match 14          | Pologne                       | 2 - 1   | Autriche         |                                        |                                        |
| 4 août 2023 12h30 | Balcerzak 47e · Slawinska 57e | (0 - 1) | 6e Klausbruckner | Arbitrage : Teresa Lipsky Cathy Wright | Arbitrage : Teresa Lipsky Cathy Wright |
| 4 août 2023 12h30 | Rapport                       |         |                  | Arbitrage : Teresa Lipsky Cathy Wright | Arbitrage : Teresa Lipsky Cathy Wright |

| Match 17          | Pologne                                  | 3 - 0   | Lituanie |                                          |                                          |
| 5 août 2023 09h00 | Mazur 2e · Suszynska 25e · Polewczak 35e | (2 - 0) |          | Arbitrage : Pauline Cuypers Cathy Wright | Arbitrage : Pauline Cuypers Cathy Wright |
| 5 août 2023 09h00 | Rapport                                  |         |          | Arbitrage : Pauline Cuypers Cathy Wright | Arbitrage : Pauline Cuypers Cathy Wright |

| Match 18          | Autriche | 10 - 0  | Slovaquie |                                           |                                           |
| 5 août 2023 11h15 | Klausbruckner 9e, 37e · Felber 12e, 59e · Bauer 26e, 58e · Proksch 41e · Konrat 45e · D. Buchta 51e · Hruby 60e | (3 - 0) |           | Arbitrage : Teresa Lipsky Cynthia Clement | Arbitrage : Teresa Lipsky Cynthia Clement |
| 5 août 2023 11h15 | Rapport |         |           | Arbitrage : Teresa Lipsky Cynthia Clement | Arbitrage : Teresa Lipsky Cynthia Clement |

## Tour pour les médailles

### Tableau final
|  | Demi-finales | Demi-finales   | Demi-finales | Demi-finales |                               |          | Finale      | Finale      | Finale      | Finale      |
|  |              |                |              |              |                               |          |             |             |             |             |
|  | 4 août 2023  | 4 août 2023    | 4 août 2023  | 4 août 2023  |                               |          | 5 août 2023 | 5 août 2023 | 5 août 2023 | 5 août 2023 |
|  | A1           | Tchéquie       | 1            | 1            |                               |          | 5 août 2023 | 5 août 2023 | 5 août 2023 | 5 août 2023 |
|  | A1           | Tchéquie       | 1            | 1            |                               |          | 5 août 2023 | 5 août 2023 | 5 août 2023 | 5 août 2023 |
|  | B2           | Pays de Galles | 0            | 0            |                               |          | 5 août 2023 | 5 août 2023 | 5 août 2023 | 5 août 2023 |
|  | B2           | Pays de Galles | 0            | 0            | A1                            | Tchéquie | 0           | 0           |             |             |
|  | 4 août 2023  |                |              |              | A1                            | Tchéquie | 0           | 0           |             |             |
|  |              |                | B1           | France       | 2                             | 2        |             |             |             |             |
|  | B1           | France         | B1           | France       | 2                             | 2        | 2           | 2           |             |             |
|  | B1           | France         |              |              |                               |          |             | 2           |             |             |
|  | A2           | Ukraine        | 0            | 0            |                               |          |             |             |             |             |
|  | A2           | Ukraine        | 0            | 0            | Match pour la troisième place |          |             |             |             |             |
|  |              |                |              |              |                               |          |             |             |             |             |
|  | 5 août 2023  |                |              |              |                               |          |             |             |             |             |
|  | B2           | Pays de Galles | 2 (3)tab     | 2 (3)tab     |                               |          |             |             |             |             |
|  | B2           | Pays de Galles | 2 (3)tab     | 2 (3)tab     |                               |          |             |             |             |             |
|  | A2           | Ukraine        | 2 (0)        | 2 (0)        |                               |          |             |             |             |             |
|  | A2           | Ukraine        | 2 (0)        | 2 (0)        |                               |          |             |             |             |             |

### Match pour la3eplace
| Match 19          | Pays de Galles                  | 2 - 2             | Ukraine                          |                                         |                                         |
| 5 août 2023 13h45 | Bingham 35e · Howell 40e        | (0 - 2)           | 12e Movchan · 26e Moroz          | Arbitrage : Alexandra Mahieu Ana Ortega | Arbitrage : Alexandra Mahieu Ana Ortega |
| 5 août 2023 13h45 | Rapport                         |                   |                                  | Arbitrage : Alexandra Mahieu Ana Ortega | Arbitrage : Alexandra Mahieu Ana Ortega |
| 5 août 2023 13h45 | Richards · Jones · Webb · Holme | Tirs au but 3 - 0 | Tanchenko · Movchan · Shokalenko | Arbitrage : Alexandra Mahieu Ana Ortega | Arbitrage : Alexandra Mahieu Ana Ortega |

### Finale
| Match 20          | Tchéquie | 0 - 2   | France                       |                                               |                                               |
| 5 août 2023 16h00 |          | (0 - 2) | 2e Lesgourgues · 7e Schubert | Arbitrage : Rebecca Edwards Kamile Mockaityté | Arbitrage : Rebecca Edwards Kamile Mockaityté |
| 5 août 2023 16h00 | Rapport  |         |                              | Arbitrage : Rebecca Edwards Kamile Mockaityté | Arbitrage : Rebecca Edwards Kamile Mockaityté |

## Classement final
| Rang | Groupe | Équipe         | J | V | N | P | BP | BC | +/- | Pts | Classement mondial FIH | Classement mondial FIH | Classement mondial FIH |
| Rang | Groupe | Équipe         | J | V | N | P | BP | BC | +/- | Pts | Avant                  | Après                  | +/-                    |
| ---- | ------ | -------------- | - | - | - | - | -- | -- | --- | --- | ---------------------- | ---------------------- | ---------------------- |
| 9    | B      | France         | 5 | 5 | 0 | 0 | 20 | 1  | +19 | 15  | 26                     | 23                     | +3                     |
| 10   | A      | Tchéquie H     | 5 | 3 | 1 | 1 | 19 | 4  | +15 | 10  | 23                     | 24                     | -1                     |
| 11   | B      | Pays de Galles | 5 | 1 | 2 | 2 | 8  | 6  | +2  | 5   | 24                     | 26                     | -2                     |
| 12   | A      | Ukraine P      | 5 | 2 | 2 | 1 | 19 | 6  | +13 | 8   | 28                     | 28                     | 0                      |
| 13   | A      | Pologne        | 5 | 3 | 0 | 2 | 15 | 6  | +9  | 9   | 27                     | 27                     | 0                      |
| 14   | B      | Autriche       | 5 | 2 | 1 | 2 | 13 | 7  | +6  | 7   | 31                     | 31                     | 0                      |
| 15   | B      | Lituanie       | 5 | 1 | 0 | 4 | 5  | 19 | -14 | 3   | 58                     | 66                     | -8                     |
| 16   | A      | Slovaquie P    | 5 | 0 | 0 | 5 | 1  | 51 | -50 | 0   | 63                     | 73                     | -10                    |

|  | Nation qualifiée pour les Jeux olympiques 2024 (en tant que pays hôte) |
|  | Nation qualifiée pour le Tournoi de qualification olympique 2024       |